# Chuyến bay 1602 của MK Airlines
Chuyến bay 1602 của MK Airlines (MKA1602) là một chuyến bay chở hàng Boeing 747-200F của MK Airlines trên chuyến bay từ Sân bay quốc tế Halifax Stanfield, Nova Scotia, Canada đến Sân bay Zaragoza, Tây Ban Nha. Nó bị rơi khi cất cánh vào năm 2004, giết chết 7 thành viên phi hành đoàn. Đây là vụ tai nạn thứ tư đối với MK Airlines, cũng như là vụ tai nạn chết người nhất.

## Máy bay và phi hành đoàn

### Máy bay
Chiếc Boeing 747-200 ban đầu được sản xuất cho South African Airways vào năm 1980 với tên gọi ZS-SAR, thực hiện chuyến bay đầu tiên vào ngày 24 tháng 10 cùng năm và được giao vào ngày 6 tháng 11. Tại một số thời điểm trong quá trình phục vụ với SAA, ZS-SAR đã được chuyển đổi thành máy bay chở hàng. Vào ngày 11 tháng 11 năm 1992, ZS-SAR được Garuda Indonesia thuê với tên gọi 3B-NAS. Khoảng trước tháng 9 năm 1995, chiếc máy bay được trả lại cho SAA, và vào tháng 3 năm 2000, được bán cho MK Airlines với tên gọi 9G-MKJ.

### Phi hành đoàn
Cơ trưởng là Michael Thornycroft, người đã làm việc cho MK Airlines kể từ khi thành lập vào năm 1990. Ông đã có 23.200 giờ bay, trong đó có 4.000 giờ trên Boeing 747. Thornycroft cũng có hai quốc tịch Nam Phi và Vương quốc Anh. Cơ phó là Gary Keogh, người đã có 8.537 giờ bay. Kỹ sư bay là Peter Launder, người đã có 2.000 giờ bay. Ngoài ra còn có một cơ trưởng thay thế và kỹ sư bay. Cơ trưởng thay thế là David Lamb, và kỹ sư bay thay thế là Steven Hooper, người có lần lượt 1.600 và 1.990 giờ bay.:4-6 Kỹ sư mặt đất là Mario Zhan, người có hai quốc tịch Nam Phi và Đức, và quản lý tải là Chris Strydom. Sáu trong số bảy thành viên phi hành đoàn đến từ Zimbabwe; người thứ bảy (Cơ trưởng Thornycroft) đến từ Nam Phi.

## Tai nạn
Lúc 00:03 giờ địa phương, ngày 14 tháng 10 năm 2004, Chuyến bay 1602 của MK Airlines cất cánh từ Sân bay quốc tế Windsor-Locks-Bradley. Máy bay được chất đầy hàng hóa là máy cắt cỏ và dừng trung gian tại Halifax lúc 02:12 để chất lên khoảng 53.000 kilôgam (53 tấn; 117.000 lb) tôm hùm và cá.
Chuyến bay 1602 được taxi đến Đường băng 24 (hiện được cihỉ định là '23'), và quá trình cất cánh bắt đầu lúc 06:53:22. Khi máy bay đạt tốc độ 130 hải lý một giờ (240 km/h; 150 dặm/giờ), cột điều khiển được di chuyển về phía sau đến 8,4° để bắt đầu quay khi máy bay vượt qua mốc 5.500 foot (1.700 m) của Đường băng 24; khi còn lại 3.300 feet (1.000 m) trên đường băng, máy bay bắt đầu quay. Cao độ ổn định trong thời gian ngắn ở khoảng 9° mũi hướng lên, với tốc độ 144 hải lý một giờ (267 km/h; 166 dặm/giờ). Do chiếc 747 vẫn chưa cất cánh khỏi đường băng, nên cột điều khiển đã được di chuyển xa hơn về phía sau đến 10° và máy bay đáp trả bằng một góc cao hơn lên đến khoảng 11°; tại thời điểm này, một cú dập đuôi đã xảy ra. Máy bay ở độ cao xấp xỉ 8.000 foot (2.400 m) và hơi lệch trái so với đường tâm. Cột điều khiển sau đó được nới lỏng một chút, đến 9° về phía sau. Thái độ cao độ ổn định trong phạm vi 11 ° trong bốn giây tiếp theo và kết quả là cú dập đuôi giảm đi. Với khoảng 600 foot (180 m) đường băng còn lại, các đòn bẩy lực đẩy đã được nâng lên 92% và tỷ lệ áp suất động cơ (EPR) tăng lên 1,60. Với 420 feet (130 m) còn lại, một cú dập đuôi thứ hai đã diễn ra. Khi máy bay đi qua cuối đường băng, cột điều khiển nghiêng 13,5° về phía sau, độ cao là 11,9° hướng mũi lên và tốc độ bay là 152 hải lý một giờ (282 km/h; 175 dặm/giờ). Cú nâng mũi cao nhất được ghi nhận là 14,5° được ghi lại vào thời điểm một phút hai giây sau khi bắt đầu cất cánh sau khi máy bay đi qua cuối đường băng với tốc độ 155 hải lý một giờ (287 km/h; 178 dặm/giờ). Máy bay đã cất cánh ở độ cao khoảng 670 foot (200 m) so với bề mặt lát đá và bay được quãng đường 325 foot (99 m). Sau đó, thân máy bay phía dưới phía sau va vào một gờ bằng đất hỗ trợ ăng-ten định vị của hệ thống hạ cánh bằng thiết bị (ILS) cách 300 mét (980 ft) ngoài cuối đường băng, tách khỏi máy bay. Sau đó, chiếc máy bay lao thẳng về phía trước thêm 1.200 foot (370 m), vỡ thành nhiều mảnh và bốc cháy khi lao xuống đất.

## Phản hồi khẩn cấp
Hơn 60–80 lính cứu hỏa và 20 thiết bị từ Cơ quan Cứu hỏa và Khẩn cấp Khu vực Halifax đã đáp ứng cuộc gọi. Phải mất gần ba giờ để dập tắt ngọn lửa sau vụ tai nạn.

## Điều tra
Một cuộc điều tra về vụ tai nạn cho thấy phi hành đoàn đã sử dụng tốc độ và cài đặt lực đẩy không chính xác trong quá trình cất cánh, với dữ liệu cất cánh không chính xác được tính toán khi chuẩn bị chuyến bay (tính toán tốc độ V không chính xác, do phi hành đoàn -sử dụng trọng lượng cất cánh nhẹ hơn 240.000 kilôgam (530.000 lb) so với lần cất cánh trước của máy bay tại Bradley, thay vì trọng lượng chính xác là 353.000 kilôgam (778.000 lb). Tuân thủ chuyến bay và thời gian làm nhiệm vụ, không có quy định hoặc quy tắc của công ty quản lý thời gian làm nhiệm vụ tối đa đối với người phụ tải và kỹ sư mặt đất, dẫn đến khả năng xảy ra lỗi do mệt mỏi tăng lên.
MK Airlines phản đối những phát hiện này, viện dẫn thực tế là máy ghi âm buồng lái (CVR) đã bị hư hỏng quá nặng trong vụ hỏa hoạn sau vụ tai nạn nên không thể cung cấp bất kỳ thông tin nào.